# اندیس روشیران-۱
روشیران-۱ یک اندیس مصالح ساختمانی است که در حوالی شهر آران استان اصفهان قرار دارد و مادهٔ معدنی موجود در آن، گچ است.  